# リバティー号事件

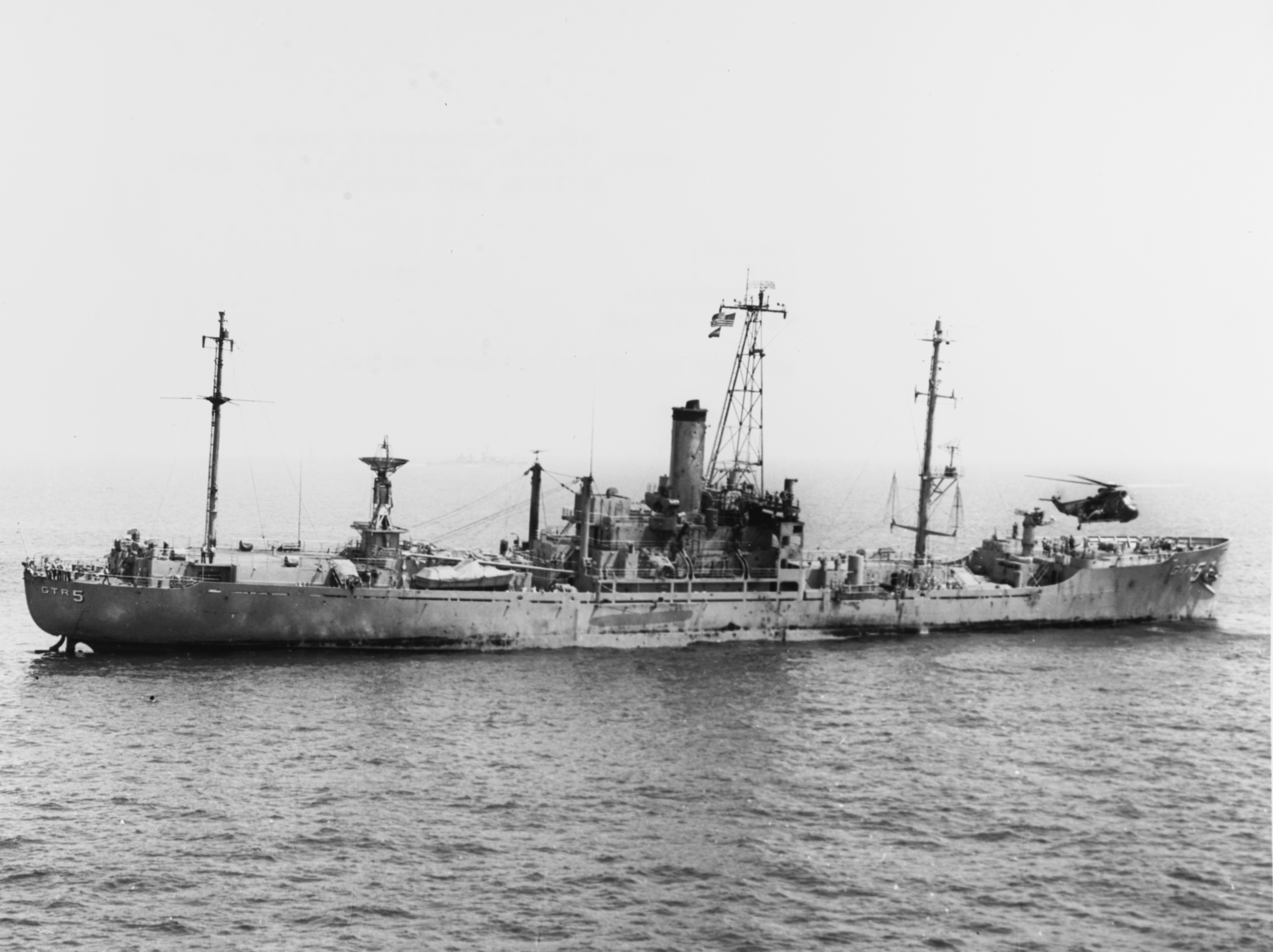
イスラエル軍の攻撃を受け救助を待つリバティー

リバティー号事件（リバティーごうじけん、英語: USS Liberty incident）は、第三次中東戦争（六日間戦争）中の1967年6月8日にアメリカ合衆国の情報収集艦がイスラエル軍に攻撃された事件である。

## 概要
1967年6月5日に開戦した第三次中東戦争中の6月8日、地中海東、シナイ半島沖の公海上で、アメリカ国家安全保障局（NSA）の電波情報収集任務に就いていたアメリカ海軍の技術調査艦リバティー(USS Liberty, AGTR-5 7,725トン。乗員358名）がイスラエル空軍機と魚雷艇から攻撃を受け、乗員34名が死亡、173名が負傷した。当時、同艦はシナイ半島北側の国際水域にあり、エジプトのアリシュ市から北西に約25.5海里（47.2km）離れていた。
イスラエルはこの攻撃について謝罪し、誤認によるものであると説明したほか、被害者と遺族に賠償金を支払った。結果的に同盟国であるイスラエルに配慮して事故とされたが、攻撃は故意か誤認かという議論が現在でも続いている。

## 事件の経過

### 六日間戦争
統合参謀本部は1967年5月23日にリバティー号の中東派遣を決定し、同艦の艦長はエジプト沖で軍事情報を収集する命令を受けた。同艦がロタからシナイ半島沖に向かう途中の6月5日、第三次中東戦争が始まった。イスラエルはその沿岸をあらゆる手段で防衛すること、未確認の艦船は撃沈されることを通告した。国防総省は当初リバティー号がエジプト領から12.5海里、イスラエル領から6.5海里以内に入らないよう指示した。その後安全のためイスラエル、シリア、エジプト沿岸から100海里（190km）以内に入らないよう再度命令したが、この命令は同艦がモニタリングしていた周波数で送られなかったため、同艦はこれを受信しないまま問題海域へと進んでいた。

### 攻撃
事件当日、リバティー号はシナイ半島から10マイル沖に居た。その朝、イスラエル軍による偵察はほぼ30分おきに繰り返され、リバティ号を6時間以上も監視していたので米国の情報収集艦であることを認識していたはずだが、午後12時05分に撃沈命令が下された。イスラエル軍はエジプト軍の駆逐艦から砲撃されたと誤判断し、3隻の魚雷艇を出撃させたが、目標のスピードを30ノット以上と誤判断し（実際は5ノット程度）魚雷艇では追いつけないと考えたため海軍は空軍に攻撃を要請した。
13時58分、イスラエル空軍のミラージュIIIC数機が無警告で機銃掃射を行い、爆弾を投下した。弾丸を撃ち尽くしたミラージュが去ると、2機のシュペルミステールが機銃掃射をしてから1000ポンド爆弾とナパーム弾を投下し、リバティー号は穴だらけになり炎上した。14時09分、リバティー号が兵站支援のため近くにいた第六艦隊へ発信した救難信号を発信し、これを受信した空母サラトガと空母アメリカからは数十分後にA-1スカイレーダーとA-4スカイホークが4機ずつ出撃した。
14時24分には3隻の魚雷艇が右舷から40ミリ砲と20ミリ機関砲で砲撃してきた。5発の魚雷が放たれ、そのうち1発が命中してリバティー号の右舷に横12m、縦7.3 mもの穴を開けた。魚雷艇の攻撃後になってイスラエル側はリバティー号の国籍がエジプトではないとの疑念を抱き、ヘリコプターを派遣してリバティ号のマスト、国旗、船首などを調べた。
攻撃から約16時間半後、リバティー号はクレタ島沖420マイル地点で駆逐艦デイヴィスおよびマッシイと出会い、マルタ島のヴァレッタに入港して応急修理を受けた。負傷者はヘリコプターで空母アメリカに運ばれ、そこからアテネ経由でナポリの海軍病院に空輸された。リバティ号は1967年7月に米国本土ノーフォークに帰還したが、本格的な修理は断念され、68年6月に廃船処分となった。

### その後
リバティー号には米国旗が掲げられており、更にGTR-5の文字が船首と船尾の両側に書かれており、「USS Liberty」の文字も黒く書かれていた。このことから米海軍は、仮にリバティー号がこの海域にいるとイスラエル側が知らなくても米国軍艦であると認知できると主張した。
一方イスラエル側は、戦闘機が発見した船には国旗が掲げておらず、船体に識別記号がなく、艦体は戦闘艦の灰色に塗られており、船体に「CPR-5」の文字を発見したとの報告からこの船はエジプト軍の補給艦エル・クセイルと断定し、攻撃のために接近した魚雷艇は船体に「GTR-5」の文字を発見したが、その意味するところを理解できなかったとした。
イスラエル国防軍の主任軍事検察官は、事件直後にこの攻撃に責任があった軍人を軍事法廷で裁くよう公式の告訴をなしたが、それに対する審問の結果は誰も軍事法廷で裁かれるべきではないというものだった。イスラエル予審軍法会議はイスラエル政府と関係者全員を無罪放免した。審査委員会の報告書では、イスラエル国防軍の連鎖的ミスによる誤爆だと結論付けられた。
イスラエル政府はリバティー号事件はエジプト船エル・クセイル号との誤認によるものだと主張したが、この船は事件現場から250マイルも離れたアレキサンドリ
ア港の桟橋に係留されており、トン数はリバティ号の約4分の1、全長は約半分とサイズが大きく異なる。
ラスク国務長官は自著において「私はイスラエルの説明に決して満足しなかった。彼らのリバティ号に対する攻撃は、偶然の事故や地方の司令官の誤認によるものではなかった。我々は外交ルートを通じて彼らの声明の受け取りを拒否した。その当時だけでなく、今でも彼らの説明を信じていない。その攻撃は言語道断だった」と述べている。
攻撃後24時間以内に米海軍は公式の軍事法廷を設置したが、委員長とスタッフは僅か1週間で審議を終えるように口頭で伝えられた。審議のなかでイスラエル軍パイロットが米国旗を目撃したという唯一の公開されている記録は、空と海からの攻撃が終わってから少なくとも30分が経過した時点での、ヘリコプターのパイロットの証言である。時速600マイルで飛行する戦闘機のパイロットが米国旗を確認できる時間は2秒以下であり、視認は困難といえる。
2003年7月2日にNSAが公開した、リバティー号攻撃後のイスラエルのヘリコプター乗員とHazor空軍基地の基地管制官との間の会話の録音は、イスラエル側が攻撃後もエジプトの補給艦を攻撃したと思い込んでいたことを示している。

### 補償
1968年にイスラエル政府は死亡者の遺族に約10万ドルを支払った。1969年4月28日にイスラエル政府は負傷した乗組員に約2万ドルを支払ったが、その大半は弁護士費用に消えた。米国政府はリバティー号の損害補償金として764万4146ドルを請求したが、イスラエル政府は支払いを拒否し続けた。1980年には利息だけで1000万ドルに達したが、イスラエル大使イーフリム・エヴロンは米国側の要求が600万ドルで利息を全額免除するならば支払いに合意するかもしれないと示唆し、退任間近いカーター大統領はこれを受け入れ、1980年12月に600万ドルの支払いを受けた。結局、1987年11月17日の米国・イスラエルの外交書簡の交換で正式に事件に幕がおろされた。人的損害に対して1300万ドルの補償金が支払われた。

## 参考資料
- 月刊軍事研究5,’02
- James Bamford （原著ISBN 0-385-49908-6, pp.185-239, 2002）　瀧沢 一郎 （翻訳） 「すべては傍受されている―米国国家安全保障局の正体」角川書店　2003 (イスラエル軍による攻撃経過)